# Pteridrys microthecia
Pteridrys microthecia là một loài thực vật có mạch trong họ Dryopteridaceae. Loài này được (Fée) C. Chr. & Ching miêu tả khoa học đầu tiên năm 1934.